# Haloragis erecta
Haloragis erecta är en slingeväxtart som först beskrevs av Joseph Banks och Johan Andreas Murray, och fick sitt nu gällande namn av Lorenz Oken. Haloragis erecta ingår i släktet Haloragis och familjen slingeväxter.

## Underarter
Arten delas in i följande underarter:
- H. e. cartilaginea
- H. e. erecta

## Bildgalleri

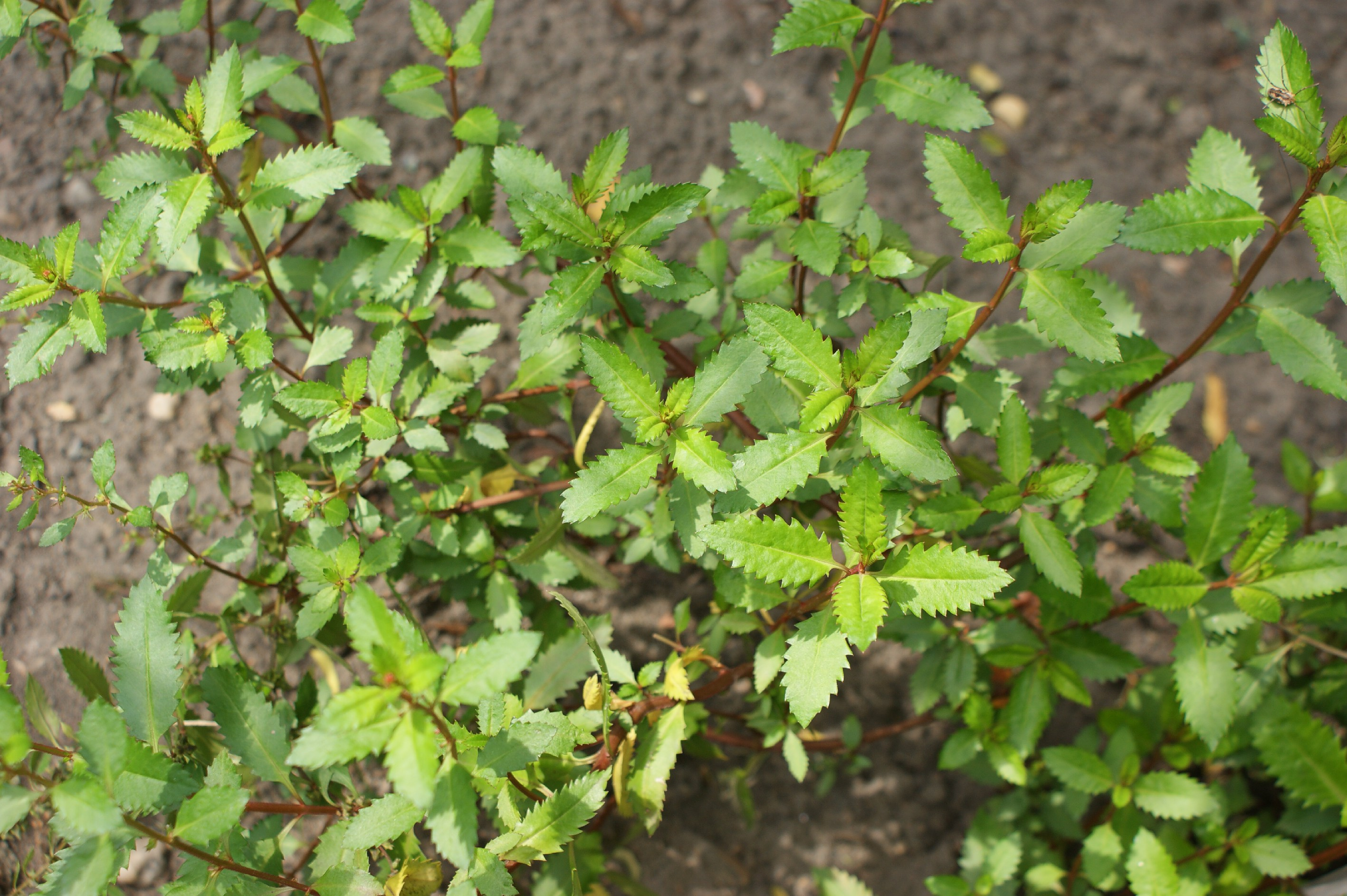
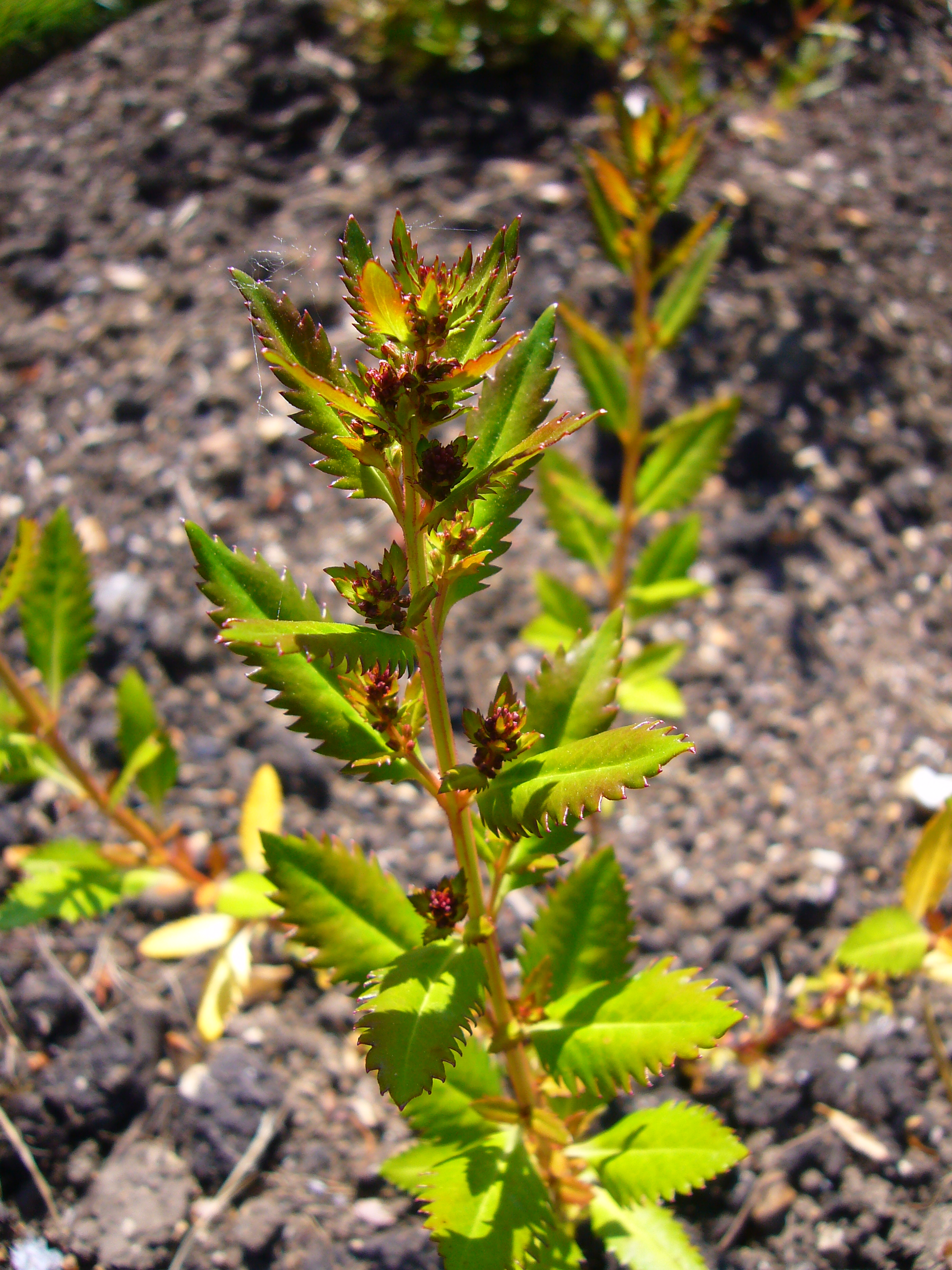